# Lukács Anna
Lukács Anna, Rigó Lina (Miskolc, 1841. május 4. – Balatonfüred, 1912. szeptember 1.) magyar színésznő, Kőmíves Imre felesége.

## Életútja
Lukács Anna törvénytelen leányaként született. Karacs Teréz miskolci növeldéjében tanult szavalni és már ekkor feltűnt színészi készsége. Színi pályára lépett Tóth Jánosnál, 1859. december 15-én és játszott Szombathelyen is Szuper Károlynál. Miskolcról megszökött Székesfehérvárra és itt előbb Rigó Lina néven lépett a pályára. Marcaliban Futó Jánosnál ismerkedett meg férjével, Kőmíves Imrével. 1884-ben Szegeden lépett fel utoljára. 1893-ban miskolci házát és kertjét a Színészegyesületnek adományozta menház céljaira. Alakított fiatal hősnőket és drámai anyaszerepeket is.
Unokái közül Kőmíves Erzsi, Kőmíves Sándor és Kőmíves Rezső színészek lettek, Kőmíves Tibor vásári árus, Kőmíves Olivér bohóc, cirkuszművész lett. Dédunokája  ifj. Kőmíves Sándor szintén a színészi pályát választotta.

## Fontosabb szerepei
- Mara (Obernyik K.: Brankovics György)
- Gertrudis (Shakespeare: Hamlet)
- Erzsébet (Schiller: Stuart Mária)
- Lujza (Szigligeti E.: Két pisztoly)
- Quin Nelli (ifj. Dumas: A skót nemes)
- Galotti Emilia
- Borgia Lucretia
- Lorántffy Anna (Szigetvári vértanuk)
- Alpári grófné (Végrendelet)

## Működési adatai
1861: Hubay Gusztáv; 1862: Gárdonyi–Lossovi; 1865: Debrecen; 1866: Aradi Gerő; 1868: Károlyi, Kőmíves Imre, Novák Sándor; 1869: Kőmíves Imre, majd Debrecen; 1870: Miklósy Gyula, Vezéry Ödön; 1871–73: Latabár Endre; 1873: Mosonyi Károly; 1874: Máramaros, Károlyi, Sztupa Andor; 1875: Székesfehérvár; 1876: Gerőffy Andor; 1877: Csóka Sándor, Miklósy Gyula; 1878: Krecsányi Ignác, Gerőffy Andor; 1879: Székesfehérvár; 1881: Gerőffy Andor; 1885–87: Komlóssy József; 1889: Halmay Imre; 1890–94: Győr, Szeged.